# Tiểu Vương quốc Bukhara

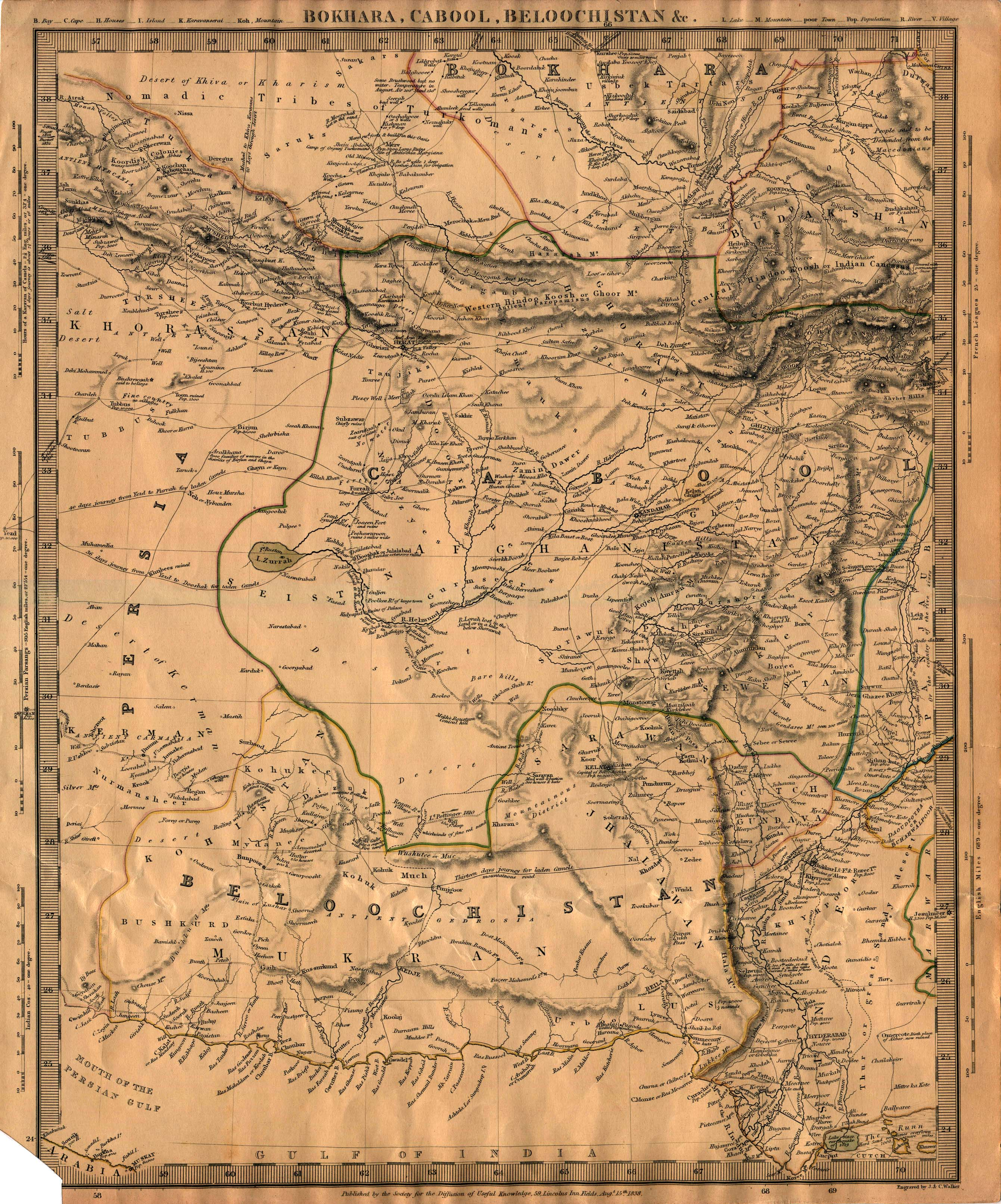
Tiểu Vương quốc Bukhara (trên cùng), với Kabool (giữa) và Balochistan (dưới cùng và bên phải).

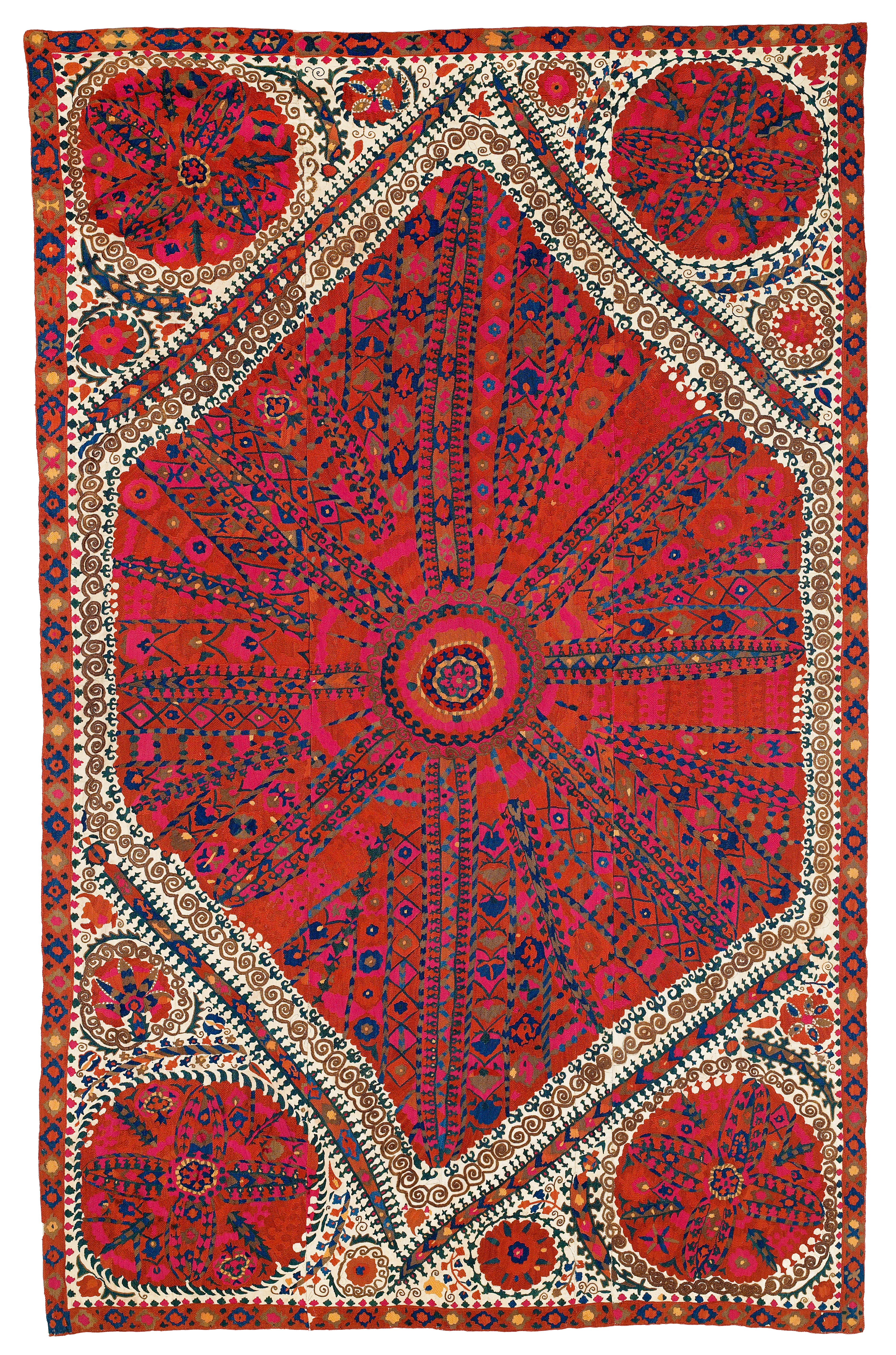
Huân chương lớn Suzani (dệt may) từ Bukhara, giữa thế kỷ 18?

Tiểu Vương quốc Bukhara (tiếng Ba Tư: امارت بخارا; tiếng Uzbek: Buxoro amirligi) là một quốc gia ở Trung Á nhà nước đã tồn tại 1785-1920, mà bây giờ là thời hiện đại ngày Uzbekistan. Nó chiếm đất giữa sông Amu Darya và Syr Darya, trước đây là Transoxiana. Lãnh thổ cốt lõi của nó là vùng đất dọc theo sông Zarafshan thấp hơn, và các trung tâm đô thị của nó là các thành phố cổ của Samarkand và thủ đô của tiểu vương quốc Bukhara. Đó là cùng thời với Khả Hãn quốc Khiva về phía tây, ở Khwarezm, và Khả Hãn quốc Kokand ở phía đông, ở Fergana. Nó bây giờ nằm trong ranh giới của Uzbekistan.

## Lịch sử

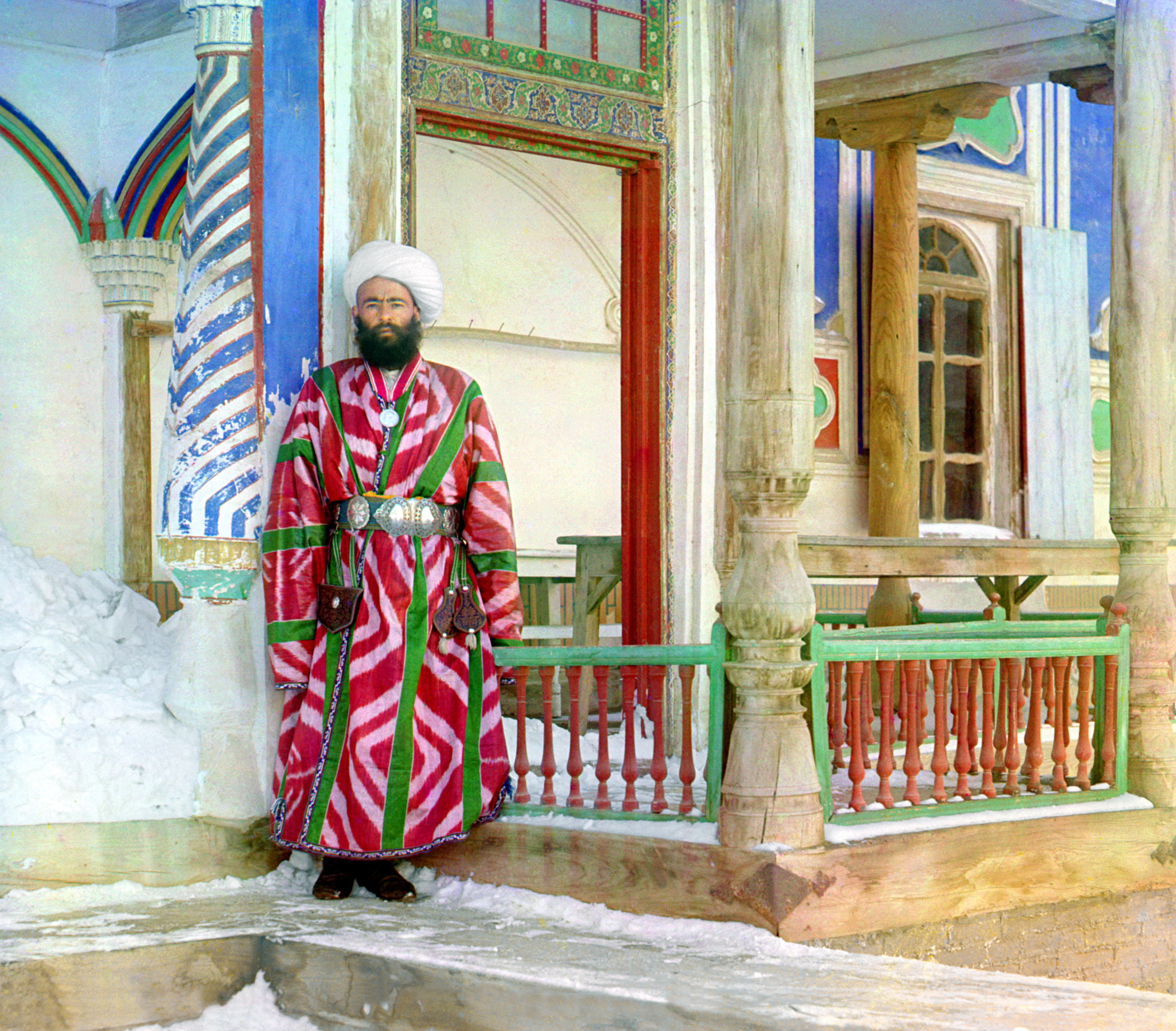
Một quan chức ở Bukhara, thập niên 1910

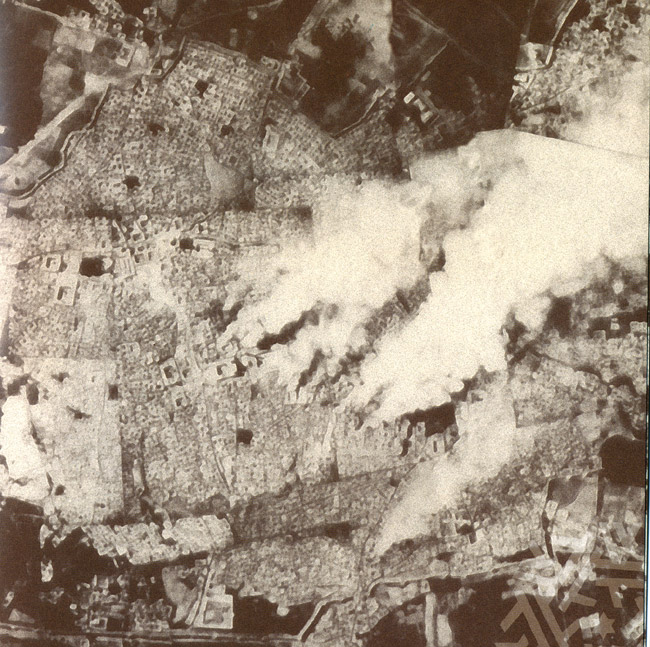
Hỏa hoạn tại Bukhara trong cuộc tấn công của Hồng quân, ngày 1 tháng 9 năm 1920

Tiểu vương quốc Bukhara được chính thức thành lập vào năm 1785, khi giả định quyền cai trị của tiểu vương quốc Manghit, Shah Murad. Là một trong số ít các tiểu bang ở Trung Á sau Đế quốc Mông Cổ không cai trị bởi hậu duệ của Thành Cát Tư Hãn (bên cạnh nhà Timur), nó đặt cược tính hợp pháp của nó trên sự cai trị Hồi giáo chứ không phải máu Thành Cát Tư Hãn, khi người cai trị lấy danh hiệu Hồi giáo của Emir thay vì Hãn. Hơn nữa, cả hai nước láng giềng, Khả Hãn quốc Khiva và Khả Hãn quốc Kokand, cũng như tiền thân của nó, Khả Hãn quốc Bukhara, đã được cai trị bởi hậu duệ Thành Cát Tư Hãn.
Trong suốt thế kỷ 18, các tiểu vương quốc dần dần giành quyền kiểm soát hiệu quả Khả Hãn quốc Bukhara, từ vị trí của họ như là ataliq; và vào những năm 1740, khi Khả Hãn quốc bị Nadir Shah của Ba Tư chinh phục, rõ ràng là các tiểu vương nắm quyền lực thực sự. Năm 1747, sau cái chết của Nadir Shah, Ataliq Muhammad Rahim Bi đã giết Abulfayz Khan và con trai ông, chấm dứt nhà Janid (ja). Từ đó, các tiểu vương đã cho phép những người khốn khổ cai trị cho đến khi, sau cái chết của Abu l-Ghazi Khan, Shah Murad thừa nhận ngai vàng một cách công khai.
Fitzroy Maclean kể lại phương Đông Phương thức Charles Stoddart và Arthur Conolly được Nasrullah Khan thực hiện trong bối cảnh Ván Cờ Lớn, và cách Joseph Wolff, được gọi là nhà truyền giáo lập dị, thoát khỏi số phận của họ khi ông tìm kiếm chúng vào năm 1845. mặc trang phục kinh điển đầy đủ của mình, khiến cho Emir bật cười, và "Tiến sĩ Wolff cuối cùng đã phải rời bỏ Bokhara, rất nhiều đến sự ngạc nhiên của dân chúng, những người không quen với sự khoan hồng như vậy".
Năm 1868, tiểu vương quốc đã mất một cuộc chiến tranh với Sa hoàng Nga, có khát vọng thuộc địa trong khu vực. Nga sáp nhập nhiều lãnh thổ của tiểu vương quốc, bao gồm cả thành phố quan trọng của Samarkand. Năm 1873, phần còn lại trở thành người bảo hộ của Nga, và sớm được người đứng đầu Turkestan bao vây.
Những người cải cách trong tiểu vương quốc đã tìm thấy tiểu vương bảo thủ, Mohammed Alim Khan, không muốn nới lỏng quyền lực của mình, và đã quay sang những người cách mạng Bolshevik của Nga để được hỗ trợ quân sự. Hồng quân Liên Xô đã phát động một cuộc tấn công không thành công Tháng 3 năm 1920, và sau đó là một thành công trong tháng 9 cùng năm. Tiểu vương quốc Bukhara đã bị những người Bolshevik chinh phục và thay thế bằng Cộng hòa Xô viết Nhân dân Bukhara. Hôm nay lãnh thổ của tiểu vương quốc không còn tồn tại nằm chủ yếu ở Uzbekistan, với các bộ phận ở Tajikistan, Turkmenistan và Kazakhstan. Nó cũng đã bao gồm hiện tại phía bắc Afghanistan giữa năm 1793 và 1850.

## Hoàng tộc
Con gái của tiểu quốc vương Shukria Raad Alimi đã làm việc như một người phát thanh tại đài truyền hình ở Đài phát thanh Afghanistan. Shukria Raad rời Afghanistan cùng gia đình ba tháng 6 khi Hồng quân Liên Xô xâm chiếm đất nước này vào tháng 12 năm 1979. Với chồng, cũng là một nhà báo, và hai đứa con, cô đã trốn sang Pakistan, rồi qua Đức và sang Hoa Kỳ. Năm 1982, cô gia nhập VOA, và đã làm việc như một đài truyền hình cho dịch vụ Dari, biên tập viên, chủ nhà và nhà sản xuất của VOA. 

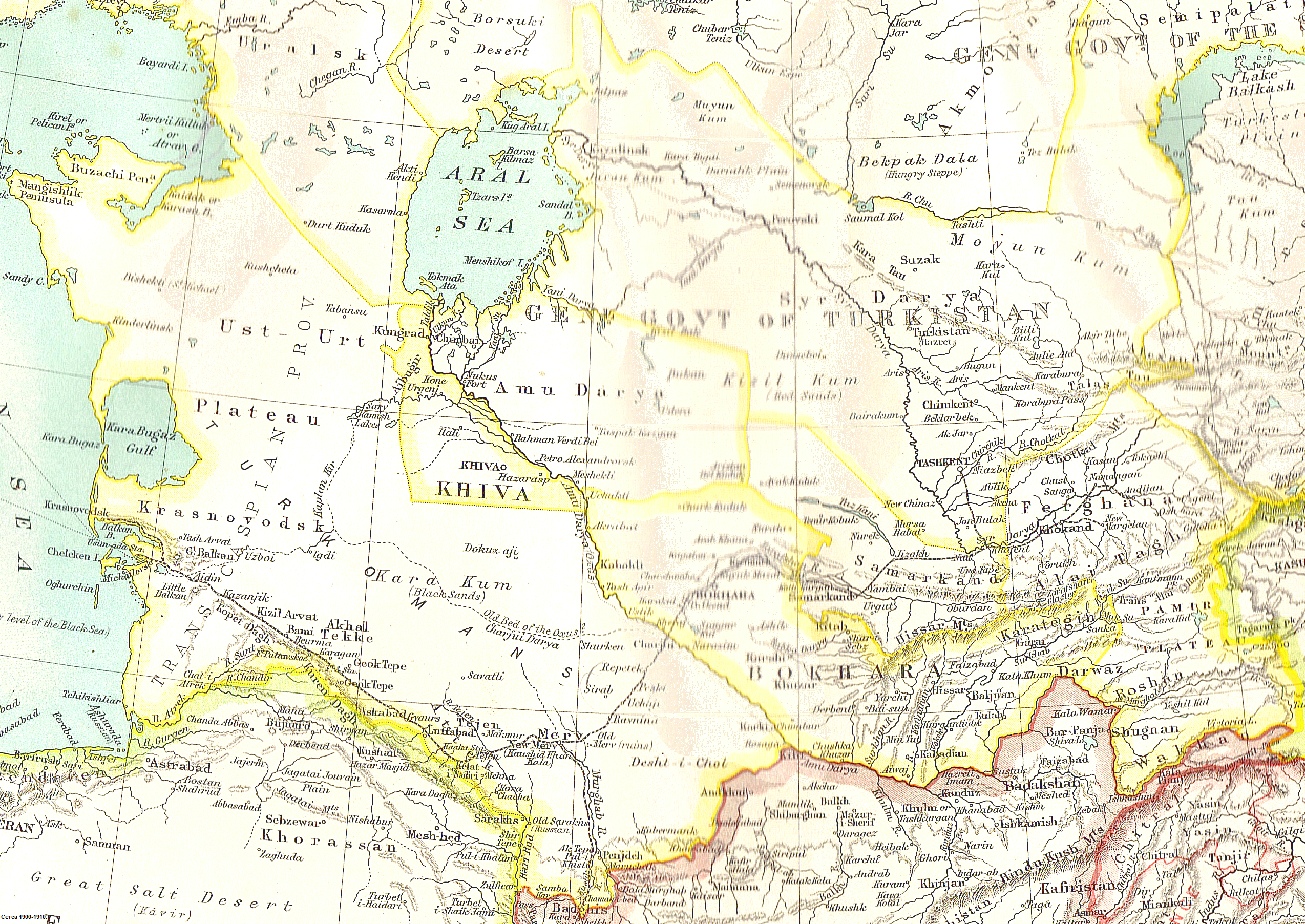
Biên giới của các lãnh thổ hoàng gia Nga của Khiva, Bukhara và Kokand trong khoảng thời gian 1902-1903.

## Văn hóa
Nằm dọc theo các tuyến giao thương quan trọng, Bukhara thích một hỗn hợp văn hóa phong phú, bao gồm cả ảnh hưởng của người Ba Tư, Uzbek và Do Thái. Thành phố Bukhara có một lịch sử phong phú về kiến trúc và văn học Ba Tư, truyền thống được tiếp tục vào thời kỳ Tiểu vương quốc. Nghệ sĩ nổi bật của thời kỳ này bao gồm các nhà thơ Kiromi Bukhoroi, nhà thư pháp Mirza Abd al-Aziz Bukhari và học giả Rahmat-Allah Bukhari. Trong suốt giai đoạn này, madrasahs của khu vực đã trở nên nổi tiếng.

## Danh sách nhứng người cai trị Tiểu Vương quốc
| Tên danh nghĩa                                                        | Tên cá nhân                                                  | Thời gian trì vị |
| --------------------------------------------------------------------- | ------------------------------------------------------------ | ---------------- |
| Ataliq اتالیق                                                         | Khudayar Bey خدایار بیگ                                      | ?                |
| Ataliq اتالیق                                                         | Muhammad Hakim محمد حکیم                                     | ?–1747           |
| Ataliq اتالیق                                                         | Muhammad Rahim محمد رحیم                                     | 1747–1753        |
| Amir امیر                                                             | Muhammad Rahim محمد رحیم                                     | 1753–1756        |
| Khan خان                                                              | Muhammad Rahim محمد رحیم                                     | 1756–1758        |
| Ataliq اتالیق                                                         | Daniyal Bey دانیال بیگ                                       | 1758–1785        |
| Amir Masum امیر معصوم                                                 | Shah Murad bin Daniyal Bey شاہ مراد بن دانیال بیگ            | 1785–1800        |
| Amir امیر                                                             | Haydar Tora bin Shah Murad حیدر تورہ بن شاہ مراد             | 1800–1826        |
| Amir امیر                                                             | Hussain bin Haydar Tora حسین بن حیدر تورہ                    | 1826–1827        |
| Amir امیر                                                             | Umar bin Haydar Tora عمر بن حیدر تورہ                        | 1827             |
| Amir امیر                                                             | Nasr-Allah bin Haydar Tora نصراللہ بن حیدر تورہ              | 1827–1860        |
| Amir امیر                                                             | Muzaffar al-Din bin Nasr-Allah مظفر الدین بن نصراللہ         | 1860–1886        |
| Amir امیر                                                             | Abdul-Ahad bin Muzaffar al-Din عبد الأحد بن مظفر الدین       | 1886–1910        |
| Amir امیر                                                             | Muhammad Alim Khan bin Abdul-Ahad محمد عالم خان بن عبد الأحد | 1910–1920        |
| Lật đổ Tiểu vương quốc Bukhara bởi Cộng hòa Xô viết Nhân dân Bukhara. |                                                              |                  |

- Các hàng màu hồng Biểu thị các trưởng bộ phận tổ chức làm người hướng dẫn (Ataliqs) & Viziers cho Hãn Bukhara.

Hàng Xanh biểu thị các vị lãnh đạo đã cai trị triều đại của chính phủ từ Janid và bù nhìn Hãn.